# Lars-Inge Svartenbrandt
Lars-Inge Svartenbrandt, ursprungligen Lars-Inge Andersson, senare Lars Ferm och sist Lars Carlander, född 5 maj 1945 i Grytnäs församling i Kopparbergs län, död 15 april 2016 i Ljusnarsberg, var en svensk brottsling som sammanlagt satt i fängelse i över 40 år.
De många rånen, våldsdåden och rymningarna gjorde Svartenbrandt till en av Sveriges mest kända och ökända brottslingar och han beskrevs under en tid som "Sveriges farligaste man". Själv kallade han sig för "den obotlige psykopaten".

## Biografi

### Uppväxt
Lars-Inge Svartenbrandt växte upp under instabila förhållanden i Dalarna. Tolv år gammal skickades han på skyddsuppfostran och hamnade på ungdomsvårdsskola. I maj 1961 firade han sin 16:e födelsedag genom att rymma från en ungdomsvårdsskola. År 1962 gjorde han inbrott i ett militärt vapenförråd och dömdes till sitt första fängelsestraff, men rymde året efter. År 1967 fick han sin första interneringsdom för grov stöld och hot mot tjänsteman. År 1969 kom första domen för väpnat bankrån när han dömdes till fyra års fängelse.

### 1970- och 1980-talen

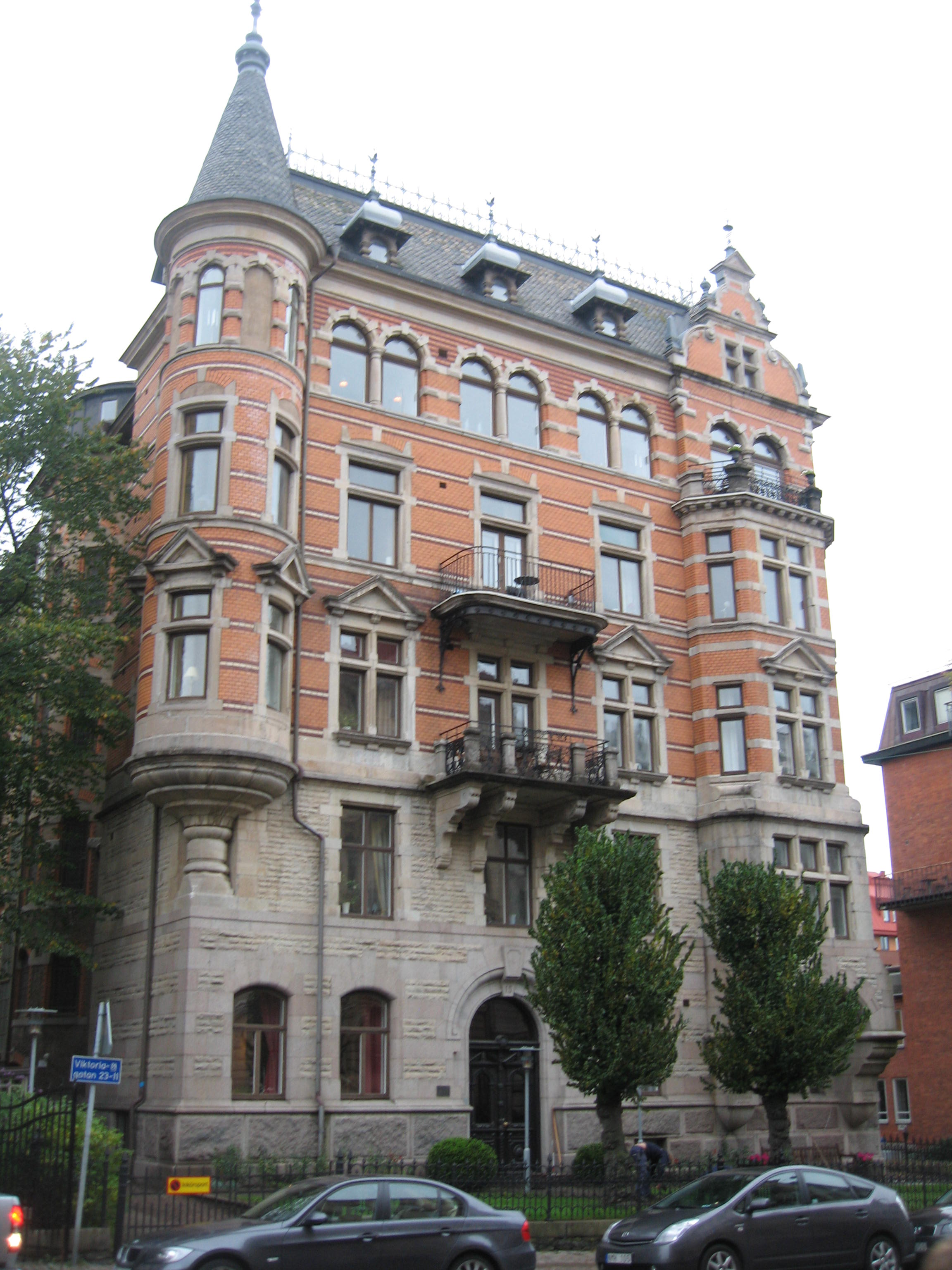
Viktoriagatan 15 i Göteborg dit Svartenbrandt lyckades ta sig efter rånet av posten på Döbelnsgatan i Stockholm 1979. Under en nattlig polisräd, då bland annat tårgas sköts in i lägenheten, gav han upp och återbördades till häktet.

Medialt känd blev Svartenbrandt först i samband med den spektakulära massrymningen från Kumlabunkern i augusti 1972. Han hade lyckats gömma sig i ett kastrullskåp på säkerhetsavdelningen och vakterna hade inte märkt att han saknades när de låste in de andra fångarna för natten. Svartenbrandt kröp ur sitt skåp efter några timmar och låste upp sina medfångars celldörrar med hjälp av förfalskade nycklar. Han greps en vecka senare i Lindesberg. Året efter i juni 1973 rymde han tillsammans med tre andra fångar i en sopbil. Svartenbrandt och Nisse Pistol samt två medkumpaner hoppade över stängslet och kapade sopbilen genom att hota chauffören med ett tillhygge som de kommit över. De rammade fängelseporten och försvann. Svartenbrandt blev beviljad permission i oktober 1979 från Hallanstalten för att besöka en läkare i Uppsala. Han fritog istället sin kamrat Benny Lilja som tillsammans med andra fångar åkt till badhuset i Södertälje. Utanför badhuset väntade Svartenbrandt i en svart Jaguar och Lilja tog sig in i bilen och de två körde iväg.
Svartenbrandt och kumpanen Benny Lilja skildes åt den 22 november 1979, när han skulle hjälpa en bekant att driva in en skuld i en lägenhet på Kungsgatan i Stockholm. Detta slutade med att två män mördades. Svartenbrandt erkände sju år senare att han knivhuggit ett av offren med en jaktkniv, men hävdade att kamraten, som då var död, avlossat de dödande skotten. Dagen efter rusade Benny Lilja och Svartenbrandt in på postkontoret på Döbelnsgatan i Stockholm med gummimasker föreställande Elvis Presley och John Travolta över sina ansikten och med Ak 4:or i händerna. Under flykten avlossade Svartenbrandt nitton skott in i en polisbuss från Östermalmspolisen där polismännen Christer Backman, Gunnar Andersson och Dick Gunnelöf befann sig. Samtliga skottskadades och värst drabbades Gunnar Andersson som träffades av sju skott. En läkare beskrev det senare som "en otrolig tur att han överlevde". Under flykten togs också sju personer som gisslan. Dessa släpptes några timmar senare. De båda rånarna lyckades ta sig till Göteborg. Polisen spårade upp deras gömställe på Viktoriagatan 15 och under ett nattligt tillslag sprutade polisen in tårgas i lägenheten varpå båda gav upp. Svartenbrandt dömdes till tolv års fängelse för mordförsök, grovt rån och olaga frihetsberövande.
Under detta straff gjorde han flera misslyckade rymningsförsök. 1981 försökte Svartenbrandt rymma genom att hugga en vakt med en skarpslipad tandborste. Två år senare 1983 försökte hans fru frita honom från Hallanstalten vilket misslyckades och resultatet blev tio månaders påbackning på straffet. Samma år flyttades han till Säters fasta paviljong i Dalarna. I maj 1986, under en permission för att besöka sin mor, rymde han. Han stal en bil och begav sig till Uppsala där han rånade ett postkontor. Efter gripandet dömdes Svartenbrandt till ytterligare 7,5 års internering. Svartenbrandt var kvar på regionenheten vid Säters sjukhus där han fick en egen lägenhet och möjlighet att röra sig fritt.

### 1990-talet
Vid midnatt fredagen den 2 mars 1990 rånade han under pistolhot en bensinstation utanför Borlänge. Han kom över dagskassan på 4 000 kronor och tvingade en kund att hjälpa honom fly. Vid ett inbrott hos en yrkesmilitär i Falun hade han stulit pistolen och samtidigt kommit över en automatkarbin, två rökgranater, två skarpa handgranater och stora mängder ammunition. Samma månad höll han sin nya flickvän i sin lägenhet på sjukhuset i sex dagar utan att någon märkte det. Under en permission den 22 mars greps han och erkände samtliga brott. I juni 1992 skrevs Svartenbrandt ut och bytte då namn till Lars Ferm. Efter bara några dagar rånade han Handelsbanken vid Sankt Eriksplan, Stockholm iklädd damperuk, lösmustasch och en plastpistol. Han kom över drygt 100 000 kronor och flydde på cykel via Rörstrandsgatan till Karlbergs slottspark och greps i buskaget vid Pompes grav. Skälet till rånet förklarade Svartenbrandt med att han hade blivit lovad att få låna 18 000 kronor av en kompis men denne backade ur. Han var då tvungen att råna en bank för att ha råd att starta ett nytt liv och arbeta som stenhuggare. Han dömdes till fyra års fängelse för bankrånet. Svartenbrandt försökte efter gripandet begå självmord på Kronobergshäktet i Stockholm, men vakterna hann stoppa honom och han ska efteråt "ha blivit botad genom frälsning", vilket är något han skrivit om i sin självbiografi Svartenbrandt (1995).

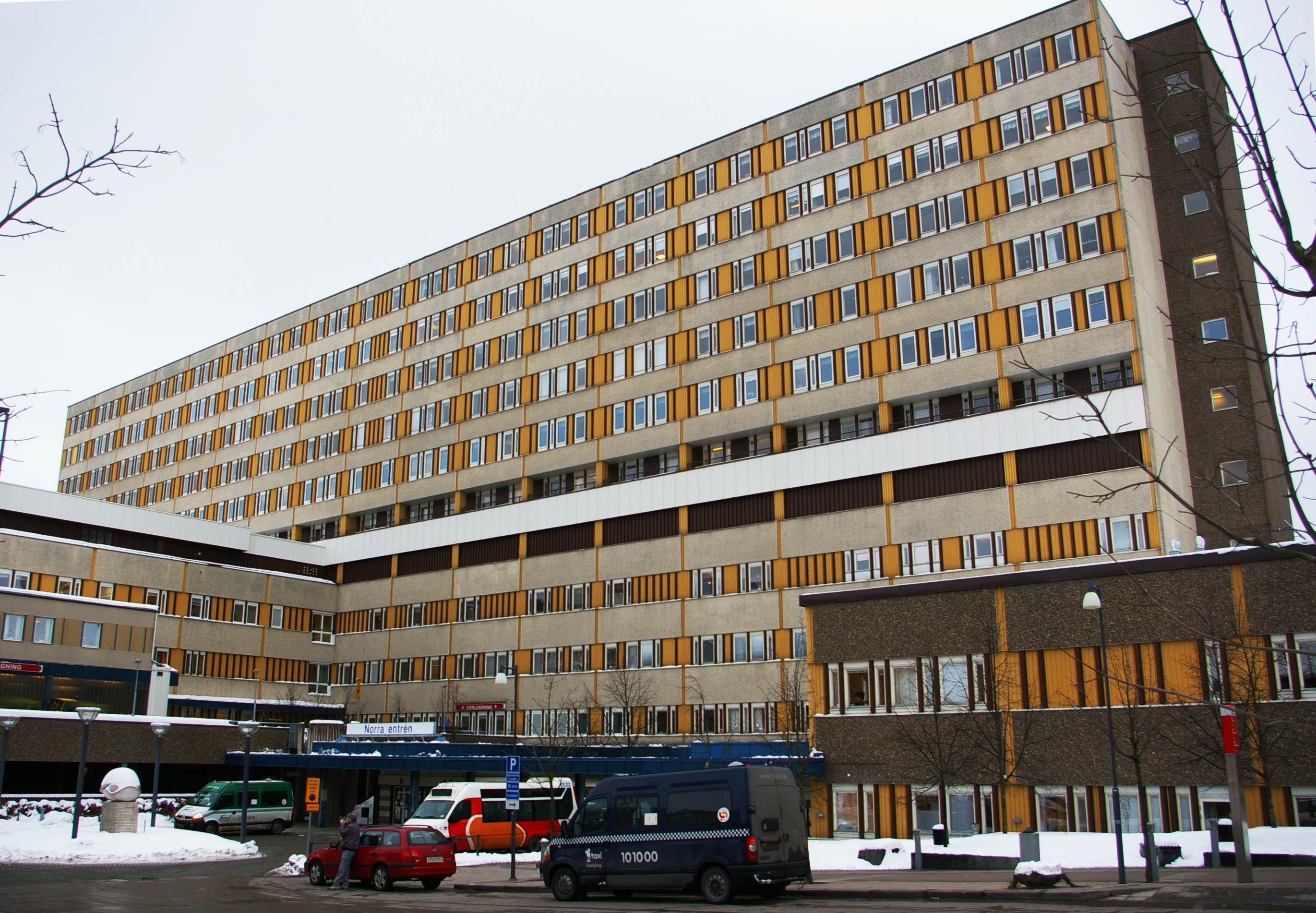
Universitetssjukhuset i Linköping där Svartenbrandt greps dagen efter att han skjutit mot en polisbil den 8 juni 1999.

Efter gripandet sökte han sig till den frikyrkliga LP-stiftelsen, lät döpa sig och blev antagen till en teologisk utbildning i Örebro och sade, efter muck från fängelset i februari 1995, "jag tänker bli körkortsinnehavare och skattebetalare". Han gav ut en självbiografi och satte upp en stand up-show som han själv agerade i. En stor kvarskatt och ett gräl med hustrun i Linköping fick dock allt att brista och Svartenbrandt rånade den 11 januari 1996 närmaste postkontor i Linköping med ett leksaksvapen. Vid rånet hade en kassörska känt igen honom trots hans maskering. Han flydde till Tyskland efter postrånet där han spelade bort rånbytet på kasino. Han tog sig vidare till Kanarieöarna och lät sig intervjuas på badstranden men greps senare av spansk polis i Playa de las Américas på Teneriffa den 23 januari 1996 och fördes från polishuset till öns centralfängelse Tenerife 2. Han överfördes därefter till det spanska centralanstalten Carabanchelfängelset i Madrid där han satt i tre månader. Han utlämnades i maj till Sverige och dömdes till fyra år och sex månaders fängelse. Han släpptes från Norrtäljeanstalten i början av februari 1999 och lämnade då sin familj i Linköping och bodde tillsammans med sin nya flickvän hos en kompis i Stockholm.
Den 8 juni 1999 deltog han och en 20-årig kamrat vid ett rån och beskjutning av en polisbil utanför universitetssjukhuset i Linköping. Under natten mot tisdag den 8 juni, strax efter halv tre på morgonen, kallades tre poliser, två män och en kvinna, till parkeringsplatsen utanför Linköpings universitetssjukhus. Man skulle kontrollera ett eventuellt pågående bilinbrott och utsattes då för kraftig eldgivning. En polisman träffades i axeln. Händelsen kopplades då ihop med polismorden i Malexander som inträffade två veckor tidigare. Andreas Axelsson, en av gärningsmännen vid Malexandermorden, vårdades då för tillfället på just Linköpings universitetssjukhus. Dagen efter omhändertogs Svartenbrandt sedan han påträffats vid en trappuppgång i sjukhuset. Han fördes då av polisen till psykiatriska kliniken. Den 30 juni valde han själv att åka till Linköping och anmäla sig till polisen eftersom han kände sig utpekad för skottlossningen i medierna men släpptes. Han förnekade då all inblandning. Den 13 juli greps han på en McDonalds-restaurang i Upplands Väsby efter att ha skuggats av polisen sedan Länna söder om Stockholm. Vid tidpunkten för gripandet misstänktes han även för ett bankrån i Helsingborg den 6 maj men friades från dessa anklagelser. Han dömdes dock för andra brott till ett sex månaders fängelsestraff.

### 2000-talet
Den 9 november 2000 frigavs Svartenbrandt villkorligt från ett fängelsestraff. Den 12 januari 2001 greps han av piketpolisen på nytt i Landskrona efter att han misshandlat sin exhustru samt deras 10-åriga dotter i hennes lägenhet. Han hade själv blivit misshandlad och ringt SOS Alarm. Han dömdes till ett års fängelse. På våren 2002 flyttade han till Arbrå, 1,5 mil norr om Bollnäs. Den 14 oktober 2002 rånade Svartenbrandt Systembolaget i Söderhamn och tog en kvinna som gisslan. Kvinnan kidnappades vid en bensinmack före rånet för att han skulle komma över hennes bil. Hon släpptes efter rånet i en skog och hittades med brutna revben och sår på huvudet och handen. Han greps i Bollnäs och fälldes av Bollnäs tingsrätt för bland annat grovt rån och människorov och dömdes till sju års fängelse. Svartenbrandts 32-årige medbrottsling dömdes till fem års fängelse och tillsammans skulle de betala drygt 430 000 kronor i skadestånd.
Efter fem år på Norrtäljeanstalten släpptes han den 29 oktober 2007 och publicerade då sin andra bok ...men saknar kärlek och gav föreläsningar för betalande publik i Dalarna. Han talade då återigen om Gud och tog avstånd från sitt gamla liv. I januari 2008 greps han för brott mot knivlagen och narkotikabrott i gallerian i dåvarande hemstaden Borlänge. I augusti 2008 togs han på bar gärning under ett inbrott i en sommarstuga. Under 2008 vräktes Svartenbrandt från sin lägenhet eftersom hyran inte betalats och åtskilliga utmätningsförsök gjordes under 2007 och 2008.
Den 11 december 2008 stoppades Svartenbrandt av polisen i Dalkarlsbo i Dalarna. I bilen hittade polisen knark och ett hemgjort skjutvapen. Han misstänktes samtidigt för att ha varit drogpåverkad och greps och anhölls misstänkt för narkotikabrott, drograttfylla, olovlig körning och vapenbrott. Han släpptes dagen efter. Den 3 april 2009 rånade han en livsmedelsaffär i Blackeberg och kom över lite drygt 5 000 kronor. Några dagar senare den 8 april 2009 rånade han och en kumpan Swedbanks kontor i Säter och kom över knappt 100 000 kronor. Svartenbrandt misstänktes snabbt och anhölls i sin frånvaro. Rånarnas stulna blå Volvo 440 hittades en halvtimme efter rånet på en skogsväg vid Magnilbo väster om Säter. Svartenbrandt bodde under nittiotalet tidvis i en stuga i området. En månad innan rånet hade Svartenbrandt dömts till böter för flera småbrott. Påföljande dag klockan 05:56 på morgonen greps han på riksväg 62 norr om Råda vid infarten till Hagfors flygplats i Värmland tillsammans med en kvinna. Senare greps ytterligare en person i ett hus i Hagfors. Häktningsförhandlingen skedde den 12 april 2009 på polisstationen i Borlänge. Han tillbringade därefter mer än två månader i häktet innan han erkände delaktighet i rånet. Svartenbrandt dömdes till fem års fängelse för rån. Bytet vid rånet gav cirka 96 000 kronor i olika valutor men man fann aldrig vare sig vapen eller byte. Han dömdes också tillsammans med två andra medbrottslingar att solidariskt betala ett skadestånd på drygt 140 000 kronor. Samtidigt fälldes han för butiksrånet i Blackeberg och skulle solidariskt betala drygt 70 000 kronor ytterligare i skadestånd för det brottet tillsammans med medbrottsling. Under 2011 satt Svartenbrandt på Salbergaanstalten i Sala.
Den 13 april 2014 frigavs Svartenbrandt efter det femåriga fängelsestraffet från 2009. Mindre än ett dygn senare polisanmäldes Svartenbrandt för olaga hot, efter att hotat sin dotter Jackie Ferm. Den 5 december 2014 häktades Svartenbrandt, på sannolika skäl misstänkt för våldtäkt, av Falu tingsrätt efter att ha överlämnat sig frivilligt till polisen i Lund. Han hade innan dess varit anhållen ett antal dygn i sin frånvaro för det misstänkta brottet.
Svartenbrandt, som tillbringat mer än 40 år av sitt liv i fängelse, greps den 19 maj 2015 misstänkt för mordförsök och grovt vapenbrott efter en polisinsats mot ett bråk i en bostad i Ställberg.

## Privatliv
Lars-Inge Svartenbrandt hade fem barn; två (Susanne och Jim) med Karin  och tre – däribland dottern Jackie Ferm, (som vann Paradise Hotel 2009), med Susanna Svartenbrandt. Sonen Jack dog den 3 november 2006, 14 år gammal, i en trafikolycka i Svalöv. Svartenbrandt fick dödsbudet på Norrtäljeanstalten där han satt intagen. Han var närvarande vid sonens begravning i Sankt Johannes kyrka i Landskrona med eskort av tre kriminalvårdare från Norrtäljeanstalten. År 2015 gifte han sig med Anna-Lena Carlander och antog i samband med det hennes efternamn.
Han omkom den 15 april 2016 i Kopparberg genom självbränning i sitt hem, svårt sjuk i cancer.

## Svartenbrandts brottsregister
- 1957: Sätts som tolvåring på ungdomsvårdsskola.[18]
- 1962: Döms – 17 år gammal – till sitt första fängelsestraff.[18]
- 1967: Svartenbrandt får sin första interneringsdom, för grov stöld och hot mot tjänsteman.[2]
- 1969: Första domen för väpnat bankrån.[18]
- 1972: Rymmer från Kumlabunkern tillsammans med 15 andra fångar, bland annat Miro Barešić och Andjelko Brajkovic.[18]
- 1973: Rymmer tillsammans med tre andra fångar i en sopbil.[2]
- 1979: Rymmer igen, rånar posten på Döbelnsgatan i Stockholm och öppnar eld mot tre poliser som skadas. Tar även en gisslan. Döms till tolv års fängelse.[18]
- 1981: Försöker rymma tillsammans med en medfånge efter att ha huggit ned en vakt med en skarpslipad tandborste.[2]
- 1983: Hans dåvarande hustru försöker frita honom från fängelset. Det misslyckas och han döms till ytterligare tio månader.[2]
- 1986: På rymmen rånar han en bank och döms till ytterligare 7,5 års fängelse.[18]
- 1990: Rånar en bensinstation och håller en kvinna inspärrad på Säters sjukhus i sex dagar.[18]
- 1992: Rånar Handelsbanken på Sankt Eriksplan i Stockholm.[18]
- 1995: Svartenbrandt blir en fri man.[2]
- 1996: Döms till fyra och ett halvt års fängelse för postrån.[2]
- 1999: Döms till sex månaders fängelse efter att ha varit med vid skottlossning mot poliser i Linköping.[18]
- 2001: Döms till ett års fängelse för kvinnomisshandel av sin 10-åriga dotter och sin före detta fru i Skåne.[42]
- 2002: Friges från fängelset och flyttar till Arbrå i Hälsingland.
- 2002: Rånar Systembolaget i Söderhamn. Grips i Bollnäs och döms till sju års fängelse.[42]
- 2007: Den 29 oktober släpps Svartenbrandt ut från Norrtälje-anstalten.[42]
- 2008: Grips av polis den 10 januari i Borlänge för narkotikabrott (eget bruk) samt brott mot knivlagen.
- 2008: Grips av polis den 13 augusti i närheten av Borlänge beväpnad och på bar gärning under ett inbrott.
- 2009: Efterlyses för misstänkt bankrån i Säter, Dalarna den 8 april och grips misstänkt för det rånet vid en bensinmack i Råda utanför Hagfors i Värmland den 9 april.
- 2009: Döms till fem års fängelse för rånet mot Swedbank i Säter.[43]
- 2014: Svartenbrandt blir en fri man igen.[1]
- 2015: Svartenbrandt anhölls på nytt den 20 maj misstänkt för mordförsök och vapenbrott efter ett lägenhetsbråk.[44]
- 2015: Gripen för misstanke om misshandel.